# Essohounamondom Tchalim
Essohounamondom Tchalim (* 22. Dezember 1986) ist ein Leichtathlet aus Togo, der sich auf den Diskuswurf spezialisiert hat und in dieser Disziplin aktuell Inhaber des Landesrekordes ist.

## Sportliche Laufbahn
Erste Erfahrungen bei internationalen Meisterschaften sammelte Essohounamondom Tchalim im Jahr 2012, als er bei den Afrikameisterschaften in Porto-Novo mit 15,67 m und 46,06 m jeweils den achten Platz im Kugelstoßen und im Diskuswurf belegte. 2015 gewann er bei den Afrikaspielen in Brazzaville mit 52,72 m die Silbermedaille im Diskusbewerb hinter dem Südafrikaner Russell Tucker und 2017 belegte er bei den Spielen der Frankophonie in Abidjan mit 15,55 m den fünften Platz im Kugelstoßen und sicherte sich im Diskusbewerb mit 50,47 m die Bronzemedaille hinter dem Marokkaner Elbachir Mbarki und Marc-Antoine Lafrenaye-Dugas aus Québec. 2024 belegte er nach mehreren Jahren ohne offiziellen Wettkampf mit 49,06 m den siebten Platz bei den Afrikaspielen in Accra im Diskuswurf und gelangte auch im Kugelstoßen mit 15,58 m auf Rang sieben.

## Persönliche Bestleistungen
- Kugelstoßen: 16,68 m, 20. Juni 2018 in Abidjan
- Diskuswurf: 52,72 m, 13. September 2015 in Brazzaville (togolesischer Rekord)